# Willem Noordenbos (Mediziner, 1910)
Willem Noordenbos (* 11. August 1910 in Utrecht; † März 1990) war ein niederländischer Neurochirurg und Schmerzforscher.
Er war der Sohn des gleichnamigen Chirurgen Willem Noordenbos (1875–1954), der Professor an der Universität Amsterdam war, und von Jacoba Cornelia Noordenbos-Kapteijn, Tochter des Astronomen Jacobus Cornelius Kapteijn und eine der ersten Ärztinnen der Niederlande. Noordenbos studierte zunächst in Amsterdam und dann (um dem Schatten seines Vaters zu entkommen) an der Universität Edinburgh Medizin mit dem Abschluss 1937 (Bachelor in Medizin (M.B.) und Chirurgie (Ch.B.)) und begann dort seine Ausbildung als Chirurg. 1939 kehrte er wegen der Mobilisierung in die Niederlande zurück. Er war nach der deutschen Besatzung kurz inhaftiert, da er gegen die Inhaftierung seines Vaters (er wurde als prominenter Niederländer als Geisel in ein Lager verschleppt) heftig protestierte. Er machte 1941 seinen Abschluss an der Universität Amsterdam in Medizin. Seine Ausbildung als Neurochirurg erfolgte bei C. H. Lenshoek in Amsterdam. 1943 heiratete er Cornelia ("Cox") van Heemskerck van Beest, die in einem medizinischen Labor arbeitete und mit der er drei Töchter und einen Sohn hatte. In den 1940er Jahren arbeitete er als Neurochirurg. 1946 besuchte er ein halbes Jahr britische neurochirurgische Kliniken und 1950 war er ein halbes Jahr als einziger Neurochirurg in niederländisch Ostindien. Ab 1946 war er Neurochirurg am Universitätsklinikums in Amsterdam (Wilhelmina Gasthuis), dessen neurochirurgische Abteilung er aufbaute, ab 1954 als leitender Chirurg. 1959 promovierte er in Amsterdam (Doctor in de Geneeskunde). 1965 wurde er dort Professor für Neurochirurgie. 1976 gab er die Chirurgie auf, blieb aber aktiv in der Schmerzforschung.
Seine Dissertation erschien 1959 als Buch. Darin vertrat er eine neue These der Entstehung von Schmerz, die auch eine wesentliche Anregung für die Gate-Control-Theory von Ronald Melzack und Patrick David Wall (1965) war. Nach Noordenbos gibt es einen Unterdrückungs- und Filterungsmechanismus der ständig anfallenden afferenten Reize zum Gehirn, (multisynaptisches afferentes System, MAS), wobei A{\displaystyle \partial }-Fasern (die evolutionär jünger sind) die schmerzleitenden C-Fasern unterdrücken. Noordenbos erklärte damit seine eigenen Erfahrungen als Chirurg, dass Durchtrennung von Nervenbahnen Schmerz meist nicht zum Verschwinden bringt (er kehrt nach ein bis sechs Monaten zurück und wird dann häufig viel unangenehmer empfunden, Anaesthesia dolorosa). Speziell schilderte in seiner Dissertation 21 Patienten, die an Osteoarthritis litten und an denen er eine einseitige Chordotomie vornahm (Durchtrennung des Tractus spinothalamicus vom Rückenmark zum Thalamus). Nur zwei wurden schmerzfrei, neun waren relativ zufrieden, bei zehn kam es zu neuen Schmerzen (heftiges Brennen). Die Gate-Control-Theory unterstützte Noordenbos von Anfang an.
Mit Patrick David Wall studierte er Phantomschmerzen bei Verletzten im Jom-Kippur-Krieg ab 1973.
Er war Mitglied in der niederländischen, französischen, britischen, spanischen, amerikanischen und deutschen neurochirurgischen Gesellschaft.  Im Jahr 1973 war er Gründungsmitglied der International Association for the Study of Pain (IASP) und war in deren Rat und zeitweise Vizepräsident.
Er starb 1990 an Hirnhautentzündung.
Noordenbos war begeisterter Segler, der eigene Segelboote baute und 1962 und 1978 den Atlantik überquerte. Mit 18 Jahren segelte er allein über die Nordsee nach Kopenhagen in einem Segelboot ohne Kajüte. Er erfand auch eine Anlage zur Meerwasserentsalzung, hatte aber keine Zeit sie auf ein Segelboot-taugliches handliches Format zu reduzieren.

## Schriften
- Pain: problems pertaining to the transmission of nerve impulses, Elsevier 1959